# York, Nebraska
York là một thành phố, đồng thời là thủ phủ của Hạt York, Nebraska, Hoa Kỳ. Dân số của thành phố vào năm 2010 là 7.766 người.  